# 亨利反应
亨利反应（英语：Henry reaction）是有机合成中用以构建碳-碳键的人名反应，由硝基烷烃和醛或酮在碱性条件下偶联产生β-硝基醇。
该反应于1895年由比利时化学家路易斯·亨利（Louis Henry，1834-1913）发现，是有机化学中常见的反应，可以在后续步骤中用于合成硝基烯烃、α-硝基酮、β-氨基醇等结构。Henry反应与羟醛反应相似，故而有时会被称为硝基羟醛反应（nitroaldol reaction）。

## 机理
许多硝基烷烃的α-H呈弱酸性，pKa≈17 ，Henry反应起始于碱进攻硝基烷烃的α-H形成氮酸酯结构。尽管在此共振结构中有碳负离子与硝基两个亲核中心，据悉偶联的关键步却是由碳进攻羰基进行，产生的β-硝基醇盐从碱的共轭酸处质子化，最终得到β-硝基醇产物。Henry反应的每一步都是可逆的。

## 空间构型
Henry反应产物的立体选择性由取代基的空间效应所影响，在如图所示的非对映异构体的纽曼式中，产物的立体选择性同时受R取代基的大小和硝基、羰基的极性取向影响。通常认为在反应的过渡态时，底物R基团的空间效应越大，反应就越容易得到反式产物。由于反应的可逆性和硝基取代碳易形成差向异构体的原因，Henry反应的产物通常是对映异构体与非对映异构体的混合物。
1992年，柴崎正勝报告了使用柴崎催化剂进行的对映选择性硝基羟醛反应，通过使用手性金属催化剂，硝基和羰基与中心金属配位结合，是诱导Henry反应得到对映或非对映选择性产物的最常用方法之一，已知的可用金属包括锌、钴、铜、镁和铬。

## 特点
Henry反应仅需要使用催化量的碱即可驱动反应进行，并且反应条件和碱的类型非常宽泛，如离子性的碱（如碱金属水化物、醇盐、碳酸盐和氟化物等）或有机碱（如胍、酶、DBU、Verkade碱等），此外使用不同的碱与溶剂不会对反应过程产生大的影响。

### 限制
Henry反应的主要缺点是，非常容易发生副反应。除去反应本身每一步都可逆的影响，产物β-硝基醇也容易脱水。对某些空间位阻大的底物，甚至可能发生碱催化的自缩合Cannizzaro反应 。

### 改进
Henry反应有许多改良方法，其中以调整反应条件	（高压、无溶剂、非均相反应等）来提高化学及区域选择性、使用手性金属催化剂以诱导对映或非对映选择性、氮杂环不对称Hnery反应（用于合成邻二胺）为最多的改进方法。

## 应用
在1999年，Menzel及其同事开发了一条合成L-acosamine的路线，这是一类蒽环类药物的糖类亚基化合物。
Henry反应可以作为可控的羟醛反应，可用于不对称合成对映选择性的加成产物，例如苯甲醛和硝基甲烷在三氟甲磺酸锌作为路易斯酸、DIPEA、N-甲基麻黄碱（(+)-NME）作为手性配体的催化系统中反应。下图所示的是非对映选择性Henry反应：
在2005年，Barua及其同事柴崎正勝以不对称Henry反应作为关键步，全合成了强效氨肽酶抑制剂(-)-Bestatin，总体产率为26%：
在2006年，Hiemstra及其同事研究了奎宁衍生物催化的不对称芳香醛-硝基甲烷Henry反应，通过使用特定的催化剂，能够诱导产生对应的异构体。
在2006年，Purkarthofer等人发现从橡胶树处得到的(S)-羟基腈裂合酶催化合成(S)- β-硝基醇的生物催化Henry反应。随后的2011年，Fuhshuku和Asano发现了拟南芥中的(R)-羟基腈裂合酶可以催化芳香醛和硝基甲烷合成(R)- β-硝基醇。

## 备注
1. ↑  总是最小化偶极矩的方向
2. ↑  商品名为Ubenimex，乌苯美司